# کمربند قهرمانی جهانی تی‌ان‌ای
کمربند قهرمانی جهانی تی‌ان‌ای (به انگلیسی: TNA World Championship) یک کمربند قهرمانی جهانی کشتی حرفه‌ای مردان است که توسط پروموشن آمریکایی تی‌ان‌ای ایجاد شده است. قهرمان کنونی این کمربند، تریک ویلیامز، کشتی‌گیر پروموشن دبلیودبلیوئی از برند ان‌اکس‌تی است که برای اولین بار قهرمان این کمربند شده است و نخستین فرد تحت قرارداد دبلیودبلیوئی است که قهرمان کمربند جهانی تی‌ان‌ای شده است. او با شکست دادن جو هندری در دبلیودبلیوئی بتل‌گراند به تاریخ ۲۵ مه ۲۰۲۵ قهرمان این کمربند شد.
پیش از ایجاد این کمربند، تی‌ان‌ای طبق توافقنامه‌ای که با اتحادیه ملی کشتی (NWA) منعقد کرده بود، کنترل کمربند قهرمانی سنگین‌وزن این شرکت را در اختیار داشت. با پایان این توافقنامه در مه ۲۰۰۷، تی‌ان‌ای در جریان شوی ایمپکت! که در ۱۷ مه ۲۰۰۷ پخش شد، از این عنوان رونمایی کرد. نخستین قهرمان این کمربند، کرت انگل بود که با ۶ بار قهرمانی، رکورددار بیش‌ترین قهرمانی این کمربند نیز است.